# لوانا پاتن
لوانا پاتن (انگلیسی: Luana Patten; ۶ ژوئیهٔ ۱۹۳۸ – ۱ مهٔ ۱۹۹۸) یک هنرپیشه اهل ایالات متحده آمریکا بود.
او در فیلم بچه‌ها دنبالم بیاین بازی کرده‌است.